# Maddox (imię)
Maddox – głównie męskie imię używane w krajach anglojęzycznych wywodzące się od walijskiego nazwiska znaczącego „syn Madoca”. Madoc lub Madog był legendarnym walijskim księciem, który według walijskiego folkloru popłynął do Nowego Świata trzysta lat przed Krzysztofem Kolumbem. Imię oznacza „pomyślny/fortunny” i pochodzi od walijskiego słowa „mad”.
Imię zyskało na popularności w Stanach Zjednoczonych, gdzie zostało sklasyfikowane pod numerem 180 wśród imion dla chłopców urodzonych w Stanach Zjednoczonych w 2009 roku, przeskakując 402 miejsca od 2003 roku, kiedy to znajdowało się na miejscu 583. Stało się to po tym, kiedy aktorka Angelina Jolie nadała to imię swojemu adoptowanemu synowi w 2002 roku (Maddox Chivan Jolie-Pitt).